# Trivalvaria costata
Trivalvaria costata (Hook.f. & Thomson) I.M.Turner – gatunek rośliny z rodziny flaszowcowatych (Annonaceae Juss.). Występuje naturalnie w Tajlandii, Wietnamie oraz w południowo-wschodnich Chinach (w prowincjach Guangdong i Hajnan).

## Morfologia
PokrójZimozielone drzewo lub krzew dorastający do 5 m wysokości. Młode pędy są mniej lub bardziej owłosione.
LiścieMają kształt od podłużnego do podłużnie lancetowatego. Mierzą 9–18 cm długości oraz 2–6 cm szerokości. Są skórzaste. Nasada liścia jest od ostrokątnej do klinowej. Blaszka liściowa jest o spiczastym wierzchołku. Ogonek liściowy jest owłosiony i dorasta do 3 mm długości.
KwiatySą pojedyncze, rozwijają się naprzeciwlegle do liści. Mierzą 1–2 cm średnicy. Działki kielicha mają trójkątny kształt, są owłosione od zewnętrznej strony i dorastają do 2 mm długości. Płatki mają podłużnie eliptyczny kształt i białą barwę, są rozpostarte, owłosione od zewnątrz, mniej lub bardziej skórzaste, osiągają do 6–8 mm długości. Kwiaty mają 7–11 owłosionych owocolistków.
OwocePojedyncze mają jajowato eliptyczny kształt, zebrane w owoc zbiorowy. Są owłosione, osadzone na szypułkach. Osiągają 10–15 mm długości i 8–10 mm szerokości.

## Biologia i ekologia
Rośnie w lasach. Występuje na wysokości do 700 m n.p.m. Kwitnie od kwietnia do lipca, natomiast owoce dojrzewają od lipca do grudnia.